# Bert Groen
Lubertus Cornelis (Bert) Groen (Haarlem, 28 maart 1945) is een Nederlands voormalig ambtenaar en oud-politicus voor het Gereformeerd Politiek Verbond (GPV) en de ChristenUnie.

## Loopbaan
Groen begon zijn werkzame leven in 1962 als ambtenaar bij de gemeente Haarlemmermeer. In 1968 verruilde hij deze gemeente voor die van Capelle aan den IJssel, gevolgd door de gemeente Kampen in 1971 en Zegveld in 1976. Van laatstgenoemde gemeente was hij de gemeentesecretaris. Hij behaalde een tweetal opleidingen op ambtelijk gebied, te weten gemeenteadministratie I (GA-I) en gemeenteadministratie II (GA-II). Eveneens behaalde hij een kandidaats in de rechten aan de Rijksuniversiteit Leiden plus twee boekhoudkundige opleidingen.
In 1980 werd hij burgemeester van de voormalige gemeente Oldehove (Groningen), als eerste voor het GPV. Van 1985 tot 2006 was hij burgemeester van de gemeente Bunschoten (Utrecht). Van 1983 tot 1985 zat hij ook in de Provinciale Staten van de provincie Groningen en van 2002 tot 2003 zat hij eveneens - voor de ChristenUnie - in de Eerste Kamer. Als Kamerlid richtte hij zich op zaken met betrekking tot onderwijs, cultuur en Europese samenwerking. Ook bekleedde hij het lidmaatschap van de bijzondere Eerste-Kamercommissie voor de JBZ-raad. Bij het GPV was hij van 1977 tot 1985 secretaris-penningmeester van de Vereniging GPV raads- en Statenleden. Per 1 december 2006 ging hij met vervroegd pensioen.
Groen heeft tal van nevenfuncties vervuld, onder meer bij de Vereniging van Nederlandse Gemeenten (VNG) en bij het Groningse waterschap Ommelanderzeedijk, een waterschap voor de Ommelanden (tegenwoordig onderdeel van het waterschap Noorderzijlvest), waarvan hij van 1982 tot 1985 in het algemeen bestuur zitting had. Een tweetal nevenfuncties vervult hij nog steeds. Zo is hij sinds 1986 vicevoorzitter van de Landinrichtingsdienst Eemland en sinds 1998 commissaris van het Gasbedrijf Centraal Nederland.

## Onderscheiding
In 2000 werd hij benoemd tot Ridder in de Orde van Oranje-Nassau.

## Persoonlijk
Bert Groen is getrouwd en heeft vier kinderen. Kerkelijk is hij verbonden aan de Nederlandse Gereformeerde Kerken (voorheen Gereformeerde Kerken vrijgemaakt).